# Едвіж Феєр
Едві́ж Феє́р (фр. Edwige Feuillère, справжнє ім'я — Едві́ж Каролі́на Кунаті́ (фр. Edwige Caroline Cunati); 29 жовтня 1907, Везуль, Верхня Сона, Франція — 13 листопада 1998, Булонь-Біянкур, О-де-Сен, Франція) — французька театральна та акторка кіно. Вважається однією з найважливіших акторок свого покоління та займає важливе місце в історії французького кінематографу та театру.

## Біографія
Едвіж Кароліна Кунаті народилася в сім'ї італійського інженера та німкені родом з Ельзасу на центральній площі Везуля, в департаменті Верхня Сона у Франції, яку після Другої світової перейменували на площу Едвіж Феєр. Сім'я переїхала до Діжону, коли Едвіж було три. Роки Першої світової війни вона провела у бабусі в Італії. З відзнакою закінчила Діжонську театральну консерваторію (1928). У 1928—1931 навчалася у Вищій національній консерваторії драматичного мистецтва. Дебютувала в театрі у 1931 році на сцені знаменитої «Комеді Франсез».
Була одружена з французьким актором П'єром Феєром, з яким познайомилася в КонсерваторіїРозлучилася після кількох років шлюбу.
8 листопада 1998 року, при звістці про самогубство колишнього чоловіка разом з новою дружиною, Едвіж Феєр пережила серцевий напад, від якого через декілька днів померла.

## Кар'єра
З 1939 по 1942 рік на сценах різних театрів Едвіж Феєр грала «Даму з камеліями» Дюма-сина. У 1943 році виконала головну роль у п'єсі Жана Жироду «Содом і Гомора». У повоєнний період своєї театральної кар'єри була музою Поля Клоделя, зігравши в його «Полуденному розділі» з Жаном-Луї Барро і П'єром Брассером.
У кіно Феєр спочатку дебютувала під псевдонімом Кора Лінн (Cora Lynn) у 1931 році у фільмі «Блакитна стрічка» (фр. Le Cordon bleu) Альберто Кавальканті. Після цієї ролі Феєр знімається у найіменитіших режисерів епохи — Марка Аллегре, Жульєна Дювів'є, Роберта Сьодмака, Реймона Бернара, Макса Офюльса, Жана Деланнуа, Марселя Л'Ерб'є, Жана Кокто, Крістана-Жака, Клода Отан-Лара та інших. Знаменитою стала у 1935 році після фільму «Лукреція Борджіа» Абеля Ґанса.
Ставши найпопулярнішою зіркою свого покоління, Едвіж Феєр знялася з Жераром Філіпом в «Ідіотові» (1946) за Ф. М. Достоєвським і з Жаном Маре у «Двоглавому орлові» (1948) Жана Кокто. У 1949 виконала роль Жулі де Карнілан, у 1954 — Жінку в білому у фільмі «Хліб в траві» і в 1965 — Божевільну з Шайо у Жана Жироду.
Фейєр грала також з Мадлен Рено, Даніель Дар'є, Бріжит Бардо, Луї Жуве, Жаком Копо, Антоненом Арто, Жаном-Луї Барро, Еріхом фон Штрогеймом, Жаном Габеном, Філіппом Нуаре, Мішелем Пікколі, Луї де Фюнесом, П'єром Брассером, Бернаром Бліє, Жаном-Луї Трентіньяном, Аленом Делоном та іншими видатними акторами.
Останньою роллю Едвіж Феєр на великому екрані була роль у «Плоті орхідеї», фільмі Патріса Шеро за детективом Д. Чейза.

## Вибрані ролі в театрі
- 1939 : Дама з камеліями Александра Дюма (сина)
- 1943 : Содом і Гоморра Жана Жироду
- 1946 : Двоглавий орел Жана Кокто
- 1948 : Полуденний розділ Поля Клоделя (постановка Жана-Луї Барро)
- 1953 : На захист Лукреції Жана Жироду (постановка Жана-Луї Барро)
- 1960 : Родогунда П'єра Корнеля
- 1965 : Божевільна із Шайо Жана Жироду
- 1967 : Нестійка рівновага Едварда Олбі (постановка Жана-Луї Барро)
- 1971 : Солодкоголосий птах юності Теннессі Вільямса
- 1976 : Візит старої пані Фрідріха Дюрренматта
- 1978 : Милий брехун Джерома Кілті

## Фільмографія (вибіркова)
| Рік       |    | Українська назва              | Оригінальна назва                      | Роль                                 |
| --------- | -- | ----------------------------- | -------------------------------------- | ------------------------------------ |
| 1931      | кф | Дотепний план                 | La fine combine                        | Мадо                                 |
| 1932      | ф  | Блакитна стрічка              | Le cordon bleu                         | Режина                               |
| 1932      | ф  | Мосьє Альбер                  | Monsieur Albert                        | графиня Пеггі Рікарді                |
| 1932      | ф  | Маленька жінка в потягу       | Une petite femme dans le train         | Адольфіна                            |
| 1932      | ф  | Макіяж                        | Maquillage                             | Кетті                                |
| 1933      | ф  | Топаз                         | Topaze                                 | Сюзі Куртуа                          |
| 1933      | ф  | Реєстраційний номер 33        | Matricule 33                           | Елена Шверінген                      |
| 1933      | ф  | Пригоди царя Павзолія         | Les aventures du roi Pausole           | Діана                                |
| 1934      | ф  | Ці пани із Санте              | Ces messieurs de la santé              | Фернанда                             |
| 1935      | ф  | Баркарола                     | Barcarolle                             | Giacinta                             |
| 1935      | ф  | Сильце для жайворонків        | Le miroir aux alouettes                | Делія                                |
| 1935      | ф  | Голгофа                       | Golgotha                               | Клаудія Прокула                      |
| 1935      | ф  | Страдіварі                    | Stradivarius                           | Марія Беллоні                        |
| 1935      | ф  | Лукреція Борджіа              | Lucrèce Borgia                         | Лукреція Борджіа                     |
| 1936      | ф  | Добра дорога                  | La route heureuse                      | Сюзанна                              |
| 1936      | ф  | Містер Флоу                   | Mister Flow                            | леді Єлена Скарлетт                  |
| 1936      | ф  | Кохання                       | Amore                                  | Сюзанна                              |
| 1937      | ф  | Марта Рішар на службі Франції | Marthe Richard au service de la France | Марта Рішар                          |
| 1937      | ф  | Пані Малакі                   | La dame de Malacca                     | Одрі Грінвуд                         |
| 1937      | ф  | Вогонь!                       | Feu!                                   | Едвіж Елно                           |
| 1938      | ф  | Я була авантюристкою          | J'étais une aventurière                | Віра Вронська                        |
| 1939      | ф  | Без завтра                    | Sans lendemain                         | Евелін (Бабс), Морен                 |
| 1940      | ф  | Емігрант                      | L'émigrante                            | Крістіана                            |
| 1940      | ф  | Від Майєрлінга до Сараева     | De Mayerling à Sarajevo                | графиня Софі Чотек                   |
| 1942      | ф  | Мадемуазель Бонапарт          | Mam'zelle Bonaparte                    | Кора Перл                            |
| 1942      | ф  | Герцогиня Ланже               | La duchesse de Langeais                | Антунетта де Льонже                  |
| 1943      | ф  | Доброчесна Катрін             | L'honorable Catherine                  | Катрін Руссель                       |
| 1943      | ф  | Лукреція                      | Lucrèce                                | Лукреція                             |
| 1945      | ф  | Частина тіні                  | La part de l'ombre                     | Аньєс Нобле                          |
| 1946      | ф  | До тих пір, поки я живу       | Tant que je vivrai                     | Аріана                               |
| 1946      | ф  | Ідіот                         | L' Idiot                               | Настасья Філіпповна                  |
| 1946      | ф  | Тільки один раз               | Il suffit d'une fois                   | Крістіана Журден                     |
| 1948      | ф  | Двоглавий орел                | L'aigle à deux têtes                   | Наташа, королева                     |
| 1948      | ф  | Жінконенависник               | Woman Hater                            | Колетт Марлі                         |
| 1950      | ф  | Жулі де Карнілан              | Julie de Carneilhan                    | Жулі де Карнілан                     |
| 1950      | ф  | Втрачені спогади              | Souvenirs perdus                       | Флоренс (епізод «Статуетка Осіріса») |
| 1951      | ф  | Олівія                        | Olivia                                 | мадемуазель Жулі                     |
| 1951      | ф  | Мис Надії                     | Le cap de l'espérance                  | Лірія                                |
| 1952      | ф  | Прекрасні створіння           | Adorables créatures                    | Деніз Обуссон                        |
| 1954      | ф  | Хліб у траві (фільм)          | Le blé en herbe                        | Жінка в білому                       |
| 1955      | ф  | Плоди літа                    | Les fruits de l'été                    | Сабіна Грав'єр                       |
| 1957      | ф  | Сьома заповідь                | Le septième commandement               | графиня Віра Вронська                |
| 1957      | ф  | Коли втручається жінка        | Quand la femme s'en mêle               | Анжель «Мейн»                        |
| 1958      | ф  | У випадку нещастя             | En cas de malheur                      | Вів'єн Гобійо                        |
| 1958      | ф  | Життя удвох                   | La vie à deux                          | Франсуаза Сельє                      |
| 1961      | ф  | Знамениті любовні історії     | Amours célèbres                        | мадемуазель Рокур (епізод «Акторки») |
| 1962      | ф  | Злочин не вигідний            | Le crime ne paie pas                   | дона Лукреція (епізод «Маска»)       |
| 1964      | ф  | Вам подобаються жінки?        | Aimez-vous les femmes                  | тітка Фло                            |
| 1965      | ф  | Сприятливий випадок           | La bonne occase                        | графиня де Санкт-Плас                |
| 1966—1986 | с  | У театрі сьогодні ввечері     | Au théâtre ce soir                     | Констанція                           |
| 1968      | ф  | Даруйте, займемося любов'ю?   | Scusi, facciamo l'amore?               | Джіудітта Пассані                    |
| 1970      | ф  | OSS-117 на канікулах          | OSS 117 prend des vacances             | баронесса де Лабат                   |
| 1970      | ф  | Світло землі                  | Le clair de terre                      | пані Ларвієр                         |
| 1975      | ф  | Плоть орхідеї                 | La chair de l'orchidée                 | мадам Бастьї-Воженер                 |
| 1979      | с  | Жінки біля моря               | Les dames de la côte                   | Алікс                                |
| 1988      | с  | Кіно                          | Cinéma                                 | Маргарита, мати Жульєна              |
| 1985      | тф | Графиня де Ланже              | La duchesse de Langeais                | принцеса Бомон-Шоврі                 |

## Визнання
| Нагороди та номінації Едвіж Фейєр | Нагороди та номінації Едвіж Фейєр | Нагороди та номінації Едвіж Фейєр | Нагороди та номінації Едвіж Фейєр |
| Рік                               | Категорія                         | Фільм                             | Результат                         |
| --------------------------------- | --------------------------------- | --------------------------------- | --------------------------------- |
| Премія BAFTA                      |                                   |                                   |                                   |
| 1954                              | Найкраща іноземна акторка         | Олівія                            | Номінація                         |
| Премія «Сезар»                    |                                   |                                   |                                   |
| 1984                              | Почесний «Сезар»                  | Почесний «Сезар»                  | Перемога                          |

## Публікації
- Edwige Feuillère, Les feux de la mémoire, ed. Albin Michel, 1976.
- Feuillère Edwige. Moi, la Clairon. — Paris : Éditions J'ai Lu, 1985. — ISBN 978-2-2772-1802-9..
- Edwige Feuillère, À vous de jouer, ed. Albin Michel, 1998.